# Myodes glareolus
Clethrionomys glareolus · Campagnol roussâtre, Campagnol des bois, Campagnol glaréole
Pour les articles homonymes, voir Campagnol et Campagnol fauve.
Espèce
Synonymes
- Clethrionomys glareolus (Schreber, 1780)

Statut de conservation UICN

 LC  : Préoccupation mineure
Le Campagnol roussâtre (Myodes glareolus, syn. Clethrionomys glareolus) est une espèce de rongeurs de la famille des Cricétidés. Ce campagnol est aussi nommé en français Campagnol des bois, Campagnol glaréole, Campagnol des grèves, Campagnol du Nord ou Campagnol des sables.
Il est distinct du Campagnol sylvestre nord-américain ou du Campagnol commun, appelé aussi comme lui parfois Campagnol fauve.
Myodes glareolus est le vecteur d'un hantavirus qui provoque une fièvre hémorragique.

## Habitat

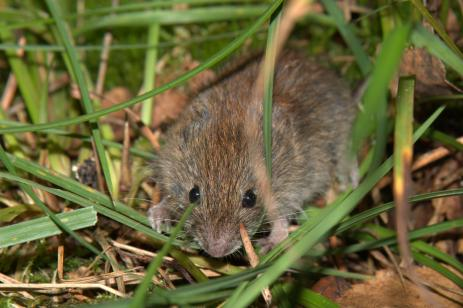
Campagnol roussâtre

C'est une espèce réputée typiquement forestière des bois de feuillus ou mixtes à sous-bois développés. Sa couleur le confond bien avec les feuilles mortes et certaines écorces.
Il apprécie les buissons, les clairières et les lisières et plus rarement les parcs, talus embocagés, haies et prairies.
Cette espèce semble préférer les milieux chauds et secs, jusqu'à plus de 800 m d'altitude. C'est un animal territorial dont l'espace vital varie de 0,05 à 0,73 ha (selon la disponibilité en nourriture et la pression démographique). Les territoires forestiers seraient d'environ 0,2 ha pour les mâles et de 0,14 ha pour les femelles.
Les études recourant à des techniques de capture et recapture avec marquage montrent que les mâles se déplacent plus que les femelles, et cela plus encore en été qu’en hiver. La densité en campagnols roussâtres varie de 10 à 60 par hectare dans les forêts de feuillus.
Une étude italienne (2020) a montré que cette espèce régresse dans les zones où les affouillements faits par les sangliers sont fréquents ou importants, au détriment d'espèces (ex. : chat sauvage) pour lesquelles ce campagnol est une source importante de nourriture.

## Description
Le corps est trapu, avec un pelage brun-roux sur le dos tirant sur le gris sur les flancs et gris sur le ventre. Il possède une queue assez longue pour un campagnol.

Longueur (tête + corps) : +/- 12-13 cm, la queue mesurant environ 50 mm.

Poids de 35 à 45 g (2 g pour un nouveau-né).

## Biologie et alimentation
C'est une espèce active toute l'année. Elle creuse des galeries superficielles ou s'installe dans des souches creuses.
Le campagnol roussâtre se nourrit de graines, racines et de fruits ou baies sauvages, ainsi que de feuilles de végétaux ligneux, d'écorces en hiver, voire de feuilles mortes, champignons, mousses, racines, d'herbes et bourgeons au printemps. Il peut éventuellement faire quelques provisions dans son terrier.
De petits animaux comme des lombrics et des insectes semblent aussi faire partie de son alimentation.
Le campagnol a de très nombreux prédateurs (mustélidés, petits félins, rapaces..) mais un taux de reproduction élevé qui compense (en forêt dense au moins) les pertes.
Il ne semble pas vivre longtemps (18 mois au plus)

## Reproduction

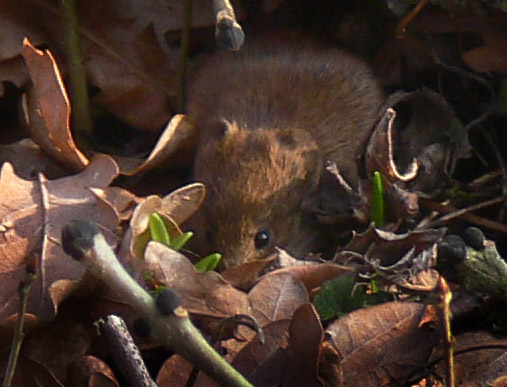
Pelage hivernal (Février) permettant à ce campagnol roussâtre de se camoufler dans les feuilles

Les jeunes sont élevés dans un nid végétal globuleux constitué de mousses, feuilles, plumes, herbes et mousses (en prairies). Ce gîte est construit dans un sol sec, entre 2 et 10 cm de profondeur, il est accessible par un réseau de galeries. Le nid est souvent positionné sous un tronc, une branche tombée, des racines d’arbre voire dans un tronc creux.
La gestation dure 16 à 18 jours. Les femelles ont 4 à 5 portées par an de 3 à 5 jeunes entre avril et août voire en septembre-octobre dans les régions clémentes et peut-être toute l'année quand les conditions sont idéales (faible population et offre en nourriture est élevée).

La maturité sexuelle est atteinte au bout de deux mois et demi et la longévité n'atteint pas deux ans.

Mâles et femelles se dispersent aux alentours du nid à la maturité sexuelle (4,5 semaines pour les femelles) pour fonder de nouvelles familles, les jeunes nés en automne ne mettant bas qu'au printemps suivant.
La démographie des groupes est régulée par une inhibition hormonale, la femelle adulte empêche la maturation sexuelle des subadultes de son environnement proche.
Chaque femelle peut avoir 4 à 5 portées par an de 3 à 5 petits chacune (4,1 en moyenne) qu'elle allaite par 8 tétines.
Seule la femelle élève ses petits ; ils sont sevrés en 14 jours seulement.

## Répartition
Cette espèce est présente dans toute l'Europe, la Sibérie et l'Asie mineure. Elle est absente du nord de la Scandinavie, d'une partie de la péninsule Ibérique et du littoral méditerranéen en France.

## Vecteur de maladie virale
Ce campagnol est le principal porteur d'un Hantavirus, qui provoque une fièvre hémorragique avec syndrome rénal (FHSR). Il est conseillé de maintenir le sol des écuries de montagnes humides, de conserver la nourriture dans des récipients fermés et d'éviter d'inhaler la poussière contaminée par des déjections.

## Classification
L'histoire de la taxinomie de cette espèce est complexe et elle admet de multiples synonymes. Précédemment classée plutôt dans le genre Clethrionomys, ce dernier est intégré désormais par de nombreux auteurs dans le genre Myodes.

### Synonymes
Selon Mammal Species of the World (version 3, 2005)  (31 déc. 2013) :
- alstoni (Barrett-Hamilton and Hinton, 1913)
- arvalis (Geoffroy, 1803)
- bernisi (Rey, 1972)
- bicolor (Fatio, 1862)
- bosniensis (Martino, 1945)
- britannicus (Miller, 1900)
- caesarius (Miller, 1908)
- cantueli (Saint Girons, 1969)
- curcio (Lehman, 1961)
- devius (Stroganov, 1948)
- erica (Barret-Hamilton, 1913)
- fulvus (Millet, 1828)
- garganicus (Hagen, 1958)
- gorka (Montagu, 1923)
- hallucalis (Thomas, 1906)
- harrisoni (Hinton, 1926)
- helveticus (Miller, 1900)
- hercynicus (Mehlis, 1831)
- insulaebellae (Heim de Balsac, 1940)
- intermedius (Burg, 1923)
- istericus (Miller, 1909)
- italicus (Dal Piaz, 1924)
- jurassicus (Burg, 1923)
- kennardi (Hinton, 1926)
- makedonicus (Felten and Storch, 1965)
- minor (Kerr, 1792)
- nageri (Schinz, 1845)
- norvegicus (Miller, 1900)
- ognevi (Serebrennikov, 1927)
- petrovi (Martino, 1945)
- pirenaica (Cabrera, 1924)
- pirinus (Wolf, 1940)
- ponticus (Thomas, 1906)
- pratensis (Baillon, 1834)
- pratensis (Bell, 1837)
- reinwaldti (Hinton, 1921)
- riparia (Yarrell, 1832)
- rubidus (Baillon, 1834)
- rufescens (de Sélys Longchamps, 1836)
- ruttneri (Wettstein, 1926)
- saianicus (Thomas, 1911)
- sibiricus (Egorin, 1936)
- skomerensis (Barrett-Hamilton, 1903)
- sobrus (Montagu, 1923)
- suecicus (Miller, 1900)
- tomensis (Heptner, 1948)
- variscicus (Wettstein, 1954)
- vasconiae (Miller, 1900)
- vesanus (Hinton, 1926)
- wasjuganensis (Egorin, 1939)